# Eugène-Jacques Grellier
Eugène-Jacques Grellier (Joué-Étiau, 3 gennaio 1850 – Laval, 23 febbraio 1939) è stato un arcivescovo cattolico francese.

## Biografia
Fu curato a Saint-Lambert-du-Lattay dal 1874 e poi, dal 1876, della cattedrale di Angers; divenne parroco di Notre-Dame a Cholet nel 1888.
Nel 1893 fu nominato rettore del seminario maggiore di Angers e vicario generale di quella diocesi.
Fu eletto vescovo di Laval nel 1906 e fu consacrato da papa Pio X.
Lasciò il governo della diocesi di Laval nel 1936 e papa Pio XI lo trasferì alla sede titolare di Cesarea di Cappadocia.

## Genealogia episcopale e successione apostolica
La genealogia episcopale è:
- Cardinale Scipione Rebiba
- Cardinale Giulio Antonio Santori
- Cardinale Girolamo Bernerio, O.P.
- Arcivescovo Galeazzo Sanvitale
- Cardinale Ludovico Ludovisi
- Cardinale Luigi Caetani
- Cardinale Ulderico Carpegna
- Cardinale Paluzzo Paluzzi Altieri degli Albertoni
- Papa Benedetto XIII
- Papa Benedetto XIV
- Papa Clemente XIII
- Cardinale Marcantonio Colonna
- Cardinale Giacinto Sigismondo Gerdil, B.
- Cardinale Giulio Maria della Somaglia
- Cardinale Carlo Odescalchi, S.I.
- Cardinale Costantino Patrizi Naro
- Cardinale Lucido Maria Parocchi
- Papa Pio X
- Arcivescovo Eugène-Jacques Grellier

La successione apostolica è:
- Vescovo Constantin-Marie-Joseph Chauvin (1920)
- Cardinale Emmanuel Célestin Suhard (1928)